# Allan Hewson
Allan Roy Hewson (Lower Hutt, 6 de junio de 1954) es un ex–jugador neozelandés de rugby que se desempeñaba como fullback.

## Selección nacional
Fue convocado a los All Blacks por primera vez en junio de 1981 para enfrentar al XV del Cardo. Es memorable sus actuación durante la polémica gira de los Springboks 1981; donde tras llegar al tiempo de descuento empatados 22–22 en el último test match y con la serie empatada 1–1, el local tuvo un penal lejano y Hewson les dio la victoria a los de negro.
Formó parte del seleccionado que enfrentó a los British and Irish Lions cuando éstos visitaron el país en 1983. Hewson fue el principal pateador de los All Blacks y terminó siendo el máximo anotador de la gira.
Disputó su último partido en julio de 1984 ante los Wallabies y luego perdió su puesto con el joven Robbie Deans. En total jugó 19 partidos y marcó 201 puntos, quedando a solo 6 de igualar la marca del legendario Don Clarke.

## Palmarés
- Campeón de la Mitre 10 Cup de 1978, 1981 y 1986.